# Александрув (Жирардовський повіт)
Александрув (пол. Aleksandrów) — село в Польщі, у гміні Віскітки Жирардовського повіту Мазовецького воєводства.
Населення — 248 осіб (2011).
У 1975-1998 роках село належало до Скерневицького воєводства.

## Демографія
Демографічна структура станом на 31 березня 2011 року:
|          | Загалом | Допрацездатний вік | Працездатний вік | Постпрацездатний вік |
| -------- | ------- | ------------------ | ---------------- | -------------------- |
| Чоловіки | 130     | 32                 | 82               | 16                   |
| Жінки    | 118     | 25                 | 64               | 29                   |
| Разом    | 248     | 57                 | 146              | 45                   |